# Beatrice Adelizzi
Beatrice Adelizzi (Monza, 11 de noviembre de 1988) es una deportista italiana que compitió en natación sincronizada. Ganó una medalla en el Campeonato Mundial de Natación de 2009, y dos medallas en el Campeonato Europeo de Natación de 2008.

## Palmarés internacional
| Campeonato Mundial | Campeonato Mundial       | Campeonato Mundial | Campeonato Mundial |
| Año                | Lugar                    | Medalla            | Prueba             |
| ------------------ | ------------------------ | ------------------ | ------------------ |
| 2009               | Roma (Italia)            | Medalla de bronce  | Solo libre         |
| Campeonato Europeo |                          |                    |                    |
| Año                | Lugar                    | Medalla            | Prueba             |
| 2008               | Eindhoven (Países Bajos) | Medalla de plata   | Dúo                |
| 2008               | Eindhoven (Países Bajos) | Medalla de bronce  | Solo               |